# Nereis myersi
Nereis myersi är en ringmaskart som beskrevs av Holly 1935. Nereis myersi ingår i släktet Nereis och familjen Nereididae. Inga underarter finns listade i Catalogue of Life.